# فيرونيكا كارستينز
فيرونيكا كارستينز (بالألمانية: Veronica Carstens)‏ (و. 1923 – 2012 م) هي طبيبة، وطبيبة باطنية من ألمانيا ولدت في بيليفيلد.

## روابط خارجية
- فيرونيكا كارستينز على موقع مونزينجر (الألمانية)
- فيرونيكا كارستينز على موقع ديسكوغز (الإنجليزية)